# 甲斐親宣
甲斐 親宣（かい ちかのぶ）は、室町時代後期から戦国時代にかけての武将。阿蘇氏の家臣。甲斐氏4代当主。

## 略歴
甲斐氏は菊池氏庶流で日向国高千穂鞍岡の国人。甲斐重綱の子として誕生。
永正11年（1514年）頃、阿蘇惟豊が菊池武経（阿蘇惟長）との争いに敗れ肥後国から落ち延びてくるとこれを助け、復権を成功させる。以後、阿蘇家の筆頭家老として活躍。惟豊をして「親宣がいるから何も心配事がない」といわしめた。またある時、病に倒れ出仕を控えたところ、「親宣殿がいないから大事な会議が進まない」と家臣たちを嘆かせたという。
子・親直（宗運）が家督を継いだ。